# 1st American Tour 1964 (The Rolling Stones)
1st American Tour 1964 bylo koncertní turné britské rockové skupiny The Rolling Stones, které sloužilo jako propagace debutového alba The Rolling Stones. Turné bylo zahájeno koncertem v San Bernandinu v Kalifornii a bylo zakončeno koncertem v New Yorku. Jednalo se o první turné skupiny po Spojených státech. Skupina v rámci turné vystoupila v různých televizních show. Během turné skupina pořizovala také studiový materiál ve studiu Chess v Chicagu, kde vznikla kupříkladu coververze skladby "It´s All Over Now" od zpěváka Bobbyho Womacka.

## Setlist
Toto je nejčastější hraný seznam skladeb.
1. "Not Fade Away"
2. "Talkin' 'Bout You"
3. "I Wanna Be Your Man"
4. "Hi-Heeled Sneakers"
5. "Route 66"
6. "Walking The Dog"
7. "Tell Me"
8. "Beautiful Delilah"
9. "Can I Get A Witness"
10. "I Just Want To Make Love To You"
11. "I'm Alright"

## Sestava
| 5. června 1964               | San Bernardino | Spojené státy | Swing Auditorium         |
| 6. června 1964 (2 koncerty)  | San Antonio    | Spojené státy | Joe Freeman Coliseum     |
| 7. června 1964 (2 koncerty)  | San Antonio    | Spojené státy | Joe Freeman Coliseum     |
| 12. června 1964              | Excelsior      | Spojené státy | Excelsior Amusement Park |
| 13. června 1964              | Omaha          | Spojené státy | Music Hall Auditorium    |
| 14. června 1964              | Detroit        | Spojené státy | Olympia Stadium          |
| 17. června 1964              | Pittsburgh     | Spojené státy | West View Park           |
| 19. června 1964              | Harrisburg     | Spojené státy | Farm Show Arena          |
| 20. června 1964 (2 koncerty) | New York       | Spojené státy | Carnegie Hall            |